# Бусланж
Бусла́нж (фр. Bousselange) — коммуна во Франции, находится в регионе Бургундия. Департамент коммуны — Кот-д’Ор. Входит в состав кантона Сёр. Округ коммуны — Бон.
Код INSEE коммуны — 21095.

## Население
Население коммуны на 2010 год составляло 49 человек.
| 1962 | 1968 | 1975 | 1982 | 1990 | 1999 | 2010 |
| ---- | ---- | ---- | ---- | ---- | ---- | ---- |
| 92   | 88   | 82   | 76   | 69   | 66   | 49   |

## Экономика
В 2010 году среди 32 человек трудоспособного возраста (15—64 лет) 28 были экономически активными, 4 — неактивными (показатель активности — 87,5 %, в 1999 году было 76,5 %). Из 28 активных жителей работали 27 человек (13 мужчин и 14 женщин), безработной была 1 женщина. Среди 4 неактивных 1 человек был учеником или студентом, 2 — пенсионерами, 1 был неактивным по другим причинам.